# Theuley
Theuley é uma comuna francesa na região administrativa de Borgonha-Franco-Condado, no departamento de Alto Sona. Estende-se por uma área de 7,5 km². Em 2010 a comuna tinha 106 habitantes (densidade: 14,1 hab./km²).